# Gerhard Palitzsch
Gerhard Arno Max Palitzsch (* 17. Juni 1913 in Großopitz; † 7. Dezember 1944 bei Budapest) war ein deutscher SS-Hauptscharführer, der als Rapport- und Lagerführer im KZ Auschwitz eingesetzt war.

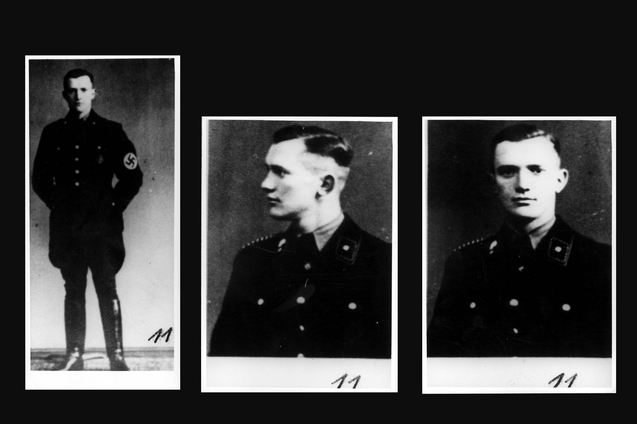
Palitzsch als SS-Hauptscharführer (etwa 1940)

## Leben
Palitzsch war von Beruf Landwirt. Zum 1. Mai 1933 trat er der NSDAP (Mitgliedsnummer 1.965.727) und im selben Jahr der SS bei (SS-Nummer 79.466). Ab 1933 verrichtete er als Angehöriger der SS-Wachtruppe zunächst im KZ Oranienburg und im KZ Lichtenburg Wachdienst. Ab 1936 fungierte er im KZ Sachsenhausen als Blockführer und später auch als Rapportführer. Am 20. Mai 1940 traf Palitzsch mit 30 sogenannten „reichsdeutschen“ kriminellen Häftlingen aus dem KZ Sachsenhausen in dem neu eingerichteten KZ Auschwitz ein. Diese „bewährten“ Häftlinge, mit den Häftlingsnummern 1 bis 30, fungierten später als Funktionshäftlinge in Auschwitz.
Diese Begebenheit findet auch in den Aufzeichnungen des Lagerkommandanten Rudolf Höß eine Erwähnung:
„[…] Der Rapportführer sollte 30 BVer – Politische Häftlinge wurden vom RSHA für Auschwitz nicht freigegeben – aus allen Berufen aussuchen. Er brachte nach seiner Überzeugung die 30 besten, die in Sachsenhausen zur Verfügung standen. Keine Zehn waren für mein Wollen, für meine Absichten davon geeignet. Palitzsch hatte die Häftlinge ausgesucht nach seinem Dafürhalten, so wie er sich die Häftlingsbehandlung vorstellte, wie er es gewohnt war, wie er es gelernt hatte. Nach seiner Veranlagung konnte er gar nicht anders handeln.“
Höß schildert im Folgenden, dass damit der Grundstein für ein marodes System im Häftlingslager gelegt war und die Auswahl des Rapportführers von höherer Stelle ein Akt der Unfähigkeit, Beschränktheit, Verbohrtheit und Böswilligkeit gewesen sei. Man habe, in Bezug auf die Böswilligkeit und Weltanschauung, genau die „Kreaturen“ im Lager eingesetzt, die zu der Weltanschauung der Oberen gepasst hätten.
Zunächst war Palitzsch auch in Auschwitz als Rapportführer tätig. Er begrüßte Neuankömmlinge in Auschwitz teilweise folgendermaßen:
„Wir Deutschen haben kein Mitleid mit den Feinden des Dritten Reiches, so wie ihr welche seid. Mit Freude werden wir euch alle durch die Kamine der Krematorien jagen. Vergeßt eure Frauen, eure Kinder und eure Familien. Hier werdet ihr verrecken wie Hunde“.
Als Rapportführer hatte er in der Hierarchie des KZ-Systems unter dem Lagerkommandanten eine einflussreiche Stellung. Ihm mussten sogenannte Häftlingsstrafmeldungen direkt zugetragen werden, ebenso wurden die Verpflegungsstärkemeldungen immer direkt an Palitzsch herangetragen. Seine Arbeit erfolgte sehr eng mit der Politischen Abteilung des KL Auschwitz. Diese bestimmte teils auch, welche Häftlinge getötet werden sollten. Höß betonte in seinen Aufzeichnungen mehrfach, wie prägend der Einsatz von Palitzsch und anderer für die Brutalität, mit der im Lager gehandelt wurde, gewesen sei.
Palitzsch wandte am 11. November 1941 vor der Schwarzen Wand als erster die Methode der Einzelerschießung von Häftlingen mit dem Kleinkalibergewehr (Genickschuss) an.
„Mechanisch lädt der Henker jedesmal sein Gewehr durch und führt Exekution auf Exekution durch. Entsteht einmal eine Verzögerung, dann setzt er die Waffe ab, pfeift sich ein Liedchen oder unterhält sich mit den Umstehenden über betont gleichgültige Themen. Er will mit dieser zynischen Haltung zeigen, wie wenig es ihm ausmacht, dieses Pack umzulegen, und wie hart er ist. Er ist stolz darauf, ohne jede Gewissensempfindung diese unschuldigen Menschen umzubringen. Wenn einer nicht den Kopf stillhält, dann preßt er ihm die Gewehrmündung ins Genick und drückt ihn mit dem Gesicht gegen die Wand.“
Der Häftling Witold Pilecki schilderte in seinem Bericht, den er im Sommer 1945 verfasste, folgendes:
„Es gab dort zwischen den Blocks 12 und 13 [Anm.: alte Nummerierung] einen freien Platz. Auf der Ostseite war er von einer Wand zwischen den beiden Blöcken abgeschlossen, der sogenannten Klagemauer. Auch die Westseite war von einer Wand mit einem Durchgang versperrt, die als Sichtblende diente. Den Durchgang passierten die Verurteilten zunächst lebend und dann wieder als blutüberströmte Leiche. Ging man in der Nähe vorbei, roch es oft so wie in einem Schlachthaus. […]

Im abgeschlossenen Hof waltete Palitzsch, ein gutaussehender Mann, der nie einen Häftling schlug (das war einfach nicht sein Stil) als Henker seines Amtes. Die Verurteilten mussten sich ausziehen und nackt in einer Reihe aufgestellt warten, bis sie an die Reihe kamen, vor die ‚Klagemauer‘ zu treten und von Palitzsch mit einer Kleinkaliberpistole in den Hinterkopf geschossen zu werden.“
Nach den Erinnerungen des SS-Mannes Johann Becker beanstandete Palitzsch einmal im Schlachthaus, „daß die Kühe von den Häftlingen dort in zu roher Weise geschlachtet würden.“
Palitzsch gehörte zu den SS-Angehörigen, die sich auch aus eigenem Antrieb heraus und ohne höheren Befehl der Erschießung von Häftlingen annahmen. So geht die Erschießung mehrerer polnischer Offiziere, die mit einem Transport am 15. August 1940 das Lager erreicht hatten, auf Palitzsch zurück. Der Grund für deren Tötung war laut einer späteren Anklageschrift gegen den Rapportführer deren Verweigerung, seine Stiefel zu küssen.
Palitzsch gilt als einer der Hauptbeteiligten bei ersten Versuchen zur Massentötung von Häftlingen unter Einsatz von Zyklon B. Anfang September 1941 erfolgte unter Teilnahme von Karl Fritzsch und Gerhard Palitzsch im Block 11 des Stammlagers die erste Massenvergasung, bei der etwa 900 sowjetische Kommissare und selektierte Kranke mit Zyklon B getötet wurden. Als Rapportführer hatte er in der Folgezeit auch die Aufsicht über den Vergasungsvorgang der jüdischen Häftlinge und war ab 1942 zudem auch im Männerlager von Auschwitz-Birkenau tätig. Nach der Einrichtung des „Zigeunerlager Auschwitz“ wurde Palitzsch im Juni 1943 dessen Leiter.
Der Häftling Jan Wolny wurde Zeuge einer anderen Hinrichtung, die von Palitzsch und anderen durchgeführt wurde:
„[…] Am stärksten durchlebte ich den Augenblick, als die beiden Frauen und das Mädchen zu weinen anfingen und baten, ihnen das Leben zu schenken. Da ging Palitzsch zu ihnen hin, betäubte eine der Frauen mit einem Schlag der Pistole auf den Kopf und schleppte sie an die Böschung. […] Bogner (Angabe) und Palitzsch gaben den Füsilierten den Todesschuß, sie hielten ihnen den Pistolenlauf an das Ohr und drückten ab. Sie machten diese Arbeit sehr bereitwillig, sie hatten lachende Gesichter, und wenn sie von der Böschung zurückgingen, dann machten sie den Eindruck, als kämen sie von einer gelungenen Jagd. An diesem Tag wurden 30 Personen polnischer Nationalität erschossen“.
Ein weiterer Bericht von einer Erschießung durch den SS-Hauptscharführer liegt durch den ehemaligen Häftling Franciszek Gulba vor:
„[…] Die Exekution führte Rapportführer Palitzsch aus. Während der Pausen, solange es dauerte, bis die nächste Gruppe herbeigeführt wurde, warf er sich das Kleinkalibergewehr über die Schulter, spazierte auf dem Hof herum und rauchte dabei völlig ruhig Zigaretten. […] Am Schluß wurde eine Frau mit Kind herbeigeführt […] Palitzsch erschoß zuerst die Mutter. Als diese auf die Erde fiel, warf sich das Kind weinend auf die am Boden liegende Leiche und rief: Mama! Mama! Palitzsch schoß auf das Mädchen, aber er schoß offensichtlich fehl, da das Kind weiter die Leiche der Mutter umfaßte und sie schüttelte. […] Solche Exekutionen sahen wir fast täglich.“
Obwohl die Administration des Konzentrationslagers durchaus Strafen für willkürliches Töten von Häftlingen kannte, wurden diese nur sehr selektiv verhängt. Palitzsch wurde vom Lagerkommandanten persönlich protegiert. So wurde Palitzsch zum Hauptexekutor von Todesurteilen. In Gegenwart eines Häftlings soll er behauptet haben, persönlich 25.000 Menschen erschossen zu haben.

## Privatleben
Während der Zeit in Auschwitz lebte die Familie Palitzsch in der heutigen Obozowa-Straße in Oświęcim. Das zweistöckige Haus der Familie Kapcinski wurde dafür zuvor enteignet. An die Immobilie schloss sich ein kleiner Garten an, in dem das Ehepaar Palitzsch Gänse züchtete und etliche Sorten Gemüse anbaute. Die 19-Jährige Helena Klys wurde zur Arbeit im Haushalt der Palitzschs verpflichtet. Als Helena Klys begann, für die Familie zu arbeiten, bestand diese neben Palitzsch aus seiner Frau Luise und der dreijährigen Tochter Helga. Die junge Polin beschrieb die Frau des Rapportführers in ihren Aufzeichnungen:
„I really liked Frau Palitzsch. She was tall, and she had lovely eyes, a nice smile and she always spoke in a gentle tone.“
("Frau Palitzsch mochte ich wirklich gern. Sie war groß und hatte sehr schöne Augen, ein hübsches Lächeln und sie sprach immer in sanftem Ton.")
Palitzsch selbst wurde von Frau Klys ebenfalls als blonder, gutaussehender Mann beschrieben, der lediglich einen komischen Ausdruck in den Augen hatte. Im weiteren Verlauf ihrer Arbeitszeit spricht die junge Polin von der Geburt eines Sohnes, den sie mit Namen Lothe in Erinnerung behielt. Bei ihren Angaben über den Einsatz anderer Arbeiter aus dem Lagerkomplex betonte Klys, dass sie nur dann mit ihnen sprechen konnte, wenn Palitzsch seiner Arbeit im Lager nachging. Vorausgegangen war eine Warnung der Arbeiter selbst, die befürchteten, durch einen Regelverstoß von Palitzsch getötet zu werden, sobald sich ihm eine Gelegenheit bot. Innerhalb der Familiengemeinschaft wurde der SS-Angehörige als sehr freundlicher und liebender Familienvater beschrieben.

## Festnahme, Verurteilung und Tod
Im Sommer 1942 erkrankte Frau Palitzsch während einer Typhusepidemie und verstarb nur wenige Monate später an den Folgen ihrer Krankheit. Die Nachricht ihres Todes vernahm das Hausmädchen durch Palitzsch selbst, der in der betreffenden Nacht nach Hause kam und unter Tränen den Kindern vom Schicksal ihrer Mutter berichtete. Auch Klys beschreibt den übermäßigen Alkoholkonsum des Witwers ab diesem Zeitpunkt.
Nach dem Tod seiner Ehefrau verfiel Palitzsch zunehmend dem Alkohol und hatte mehrere Affären, unter anderem auch mit weiblichen Häftlingen. Im „Zigeunerlager“ wurde er mit dem weiblichen Häftling Vera Luca/Lukans in eindeutiger Situation in flagranti erwischt. Aufgrund von Untersuchungen bezüglich Diebstahls und Korruption sowie „Rassenschande“ wurde Palitzsch verhaftet und kurzzeitig im Stammlager des KZ Auschwitz im Bunker des Blocks 11 zusammen mit KZ-Häftlingen arrestiert. Ein mitinhaftierter Pole sowie Otto Küsel beschrieben später, dass Palitzsch in Haft ein ganz anderer Mensch gewesen sei und wie selbstverständlich das unter Häftlingen übliche Du verwandte. Am 1. Oktober 1943 wurde er als Lagerführer in das Außenlager Brünn des KZ Auschwitz III Monowitz strafversetzt. In Brünn sollte seine Aufgabe darin bestehen, die dortige Technische Akademie der SS und Polizei aufzubauen. Einen Monat nach seiner Versetzung wurde er aufgrund seiner Taten erneut verhaftet (Vorwurf der „Rassenschande“ / Bereicherung durch Effekten), in das Strafvollzugslager Danzig-Matzkau verlegt und von einem SS- und Polizeigericht wegen seiner Taten zu einer mehrjährigen Haftstrafe verurteilt. In der Folge wurde er jedoch begnadigt und im Juni 1944 aus der SS ausgeschlossen. Danach wurde er rangmäßig degradiert und einer Bewährungseinheit zugeteilt.
Palitzsch starb am 7. Dezember 1944 bei Kampfhandlungen in Ungarn während der Schlacht um Budapest.

## Zitate
Dem Lagerkommandanten von Auschwitz Rudolf Höß war Palitzsch bereits in den 1930er Jahren aus anderen Konzentrationslagern bekannt. Laut diesem habe Palitzsch mehr als die wechselnden Schutzhaftlagerführer die Häftlinge regiert, terrorisiert und mit ihnen Geschäfte gemacht. Durch Drohungen und Begünstigungen habe er ein Beziehungsnetz zu diesen aufgebaut, das seine Machtstellung im Lager vergrößert und ihn seitens seiner Vorgesetzten nahezu unangreifbar gemacht habe. Höß fasst sein Urteil über Palitzsch wie folgt zusammen:
„Palitzsch war die gerissenste und verschlagenste Kreatur, die ich während meiner langen, vielseitigen Dienstzeit bei den verschiedenen KL kennengelernt und erlebt habe. Er ging buchstäblich über Leichen, um seine Machtgelüste zu befriedigen!“
Den übermäßigen Einfluss von Palitzsch auf das Lagerleben bezeugt auch Hermann Langbein, der als Häftling Schreiber des Standortarztes in Auschwitz gewesen war. Demnach bestimmte Palitzsch „von Anfang an als routinierter und energischer Rapportführer weitgehend das Klima in Auschwitz.“